# Bagisara delicia
Bagisara delicia là một loài bướm đêm trong họ Noctuidae.